# Partimpim Dois
Partimpim Dois é o oitavo álbum de estúdio da cantora e compositora porto-alegrense Adriana Calcanhotto e segundo álbum sob o heterônimo Adriana Partimpim.

## Lista de faixas
| N.º | Título                             | Compositor(es)                              | Duração |  |
| 1.  | "Baile Partimcundum"               | Adriana Partimpim Dé Palmeira               | 2:53    |  |
| 2.  | "Ringtone de Amor"                 | Partimpim                                   | 1:40    |  |
| 3.  | "O Trenzinho do Caipira"           | Heitor Villa-Lobos Ferreira Gullar Edu Lobo | 3:37    |  |
| 4.  | "Alface"                           | Edward Lear Augusto de Campos Cid Campos    | 3:05    |  |
| 5.  | "Menina, Menino"                   | Partimpim                                   | 3:05    |  |
| 6.  | "Na Massa"                         | Davi Moraes Arnaldo Antunes                 | 3:50    |  |
| 7.  | "O Homem Deu Nome a Todos Animais" | Bob Dylan Versão: Zé Ramalho                | 3:58    |  |
| 8.  | "Alexandre"                        | Caetano Veloso                              | 6:12    |  |
| 9.  | "Gatinha Manhosa"                  | Roberto Carlos Erasmo Carlos                | 2:25    |  |
| 10. | "Bim Bom"                          | João Gilberto                               | 3:33    |  |
| 11. | "As Borboletas"                    | Vinícius de Moraes C. Campos                | 4:47    |  |